# Leptobatopsis moloch
Leptobatopsis moloch är en stekelart som först beskrevs av Morley 1913.  Leptobatopsis moloch ingår i släktet Leptobatopsis och familjen brokparasitsteklar. Inga underarter finns listade i Catalogue of Life.